# Dolní Kralovice
Dolní Kralovice (deutsch Unterkralowitz, auch Unter Kralowitz) ist eine Gemeinde in Tschechien. Sie befindet sich 16 Kilometer nordwestlich von Humpolec und gehört zum Okres Benešov.
Ursprünglich war Dolní Kralovice ein Städtchen im Tal der Želivka. Der Ort wurde durch den 1963 beschlossenen Bau der Talsperre Švihov aufgegeben und südöstlich an anderer Stelle neu angelegt. Das alte Dolní Kralovice, das nahe der heutigen Brücke der Staatsstraße 150 lag, wurde 1974 abgerissen und versank 1975 im Stausee.

## Geographie
Der Ort liegt im Unterkralowitzer Becken am Nordwesthang der Böhmisch-Mährischen Höhe im Quellgebiet des Zahrádčický potok. Im Norden erstreckt sich das Želivkatal mit der Trinkwassertalsperre Švihov. Vier Kilometer westlich führt die Trasse der Autobahn D 1 vorbei.
Nachbarorte sind Zahrádčice im Nordosten, Martinice u Dolních Kralovic und Šetějovice im Osten, Snět und Blažejovice im Südosten, Vraždovy Lhotice und Vítonice im Süden, Tomice im Westen, Brzotice und Střítež im Nordwesten.

## Geschichte
Kralowicz bildete nach alten Überlieferungen seit dem Jahre 1088 das Zentrum des Sprengels der Königin Swatawa, der sich zwischen den Flüssen Želivka und Goldbach (Martinický potok) erstreckte. Das Gebiet floss in das von ihr errichtete Kapitel auf dem Vyšehrad ein. Erstmals urkundlich wurde Kralonicz 1352 in der Besitzbestätigung durch Karl IV. aufgeführt.
Im Ort bestand seit dem 15. Jahrhundert eine jüdische Gemeinde, die in dieser Zeit einen Friedhof und hundert Jahre später die Synagoge errichtete.
1436 überließ Kaiser Sigismund den Ort an den Ritter Oldřich Močihub. Nächster Besitzer wurde Nikolaus Trčka von Lípa, dessen Nachkommen Dolní Kralovice bis 1547 besaßen.

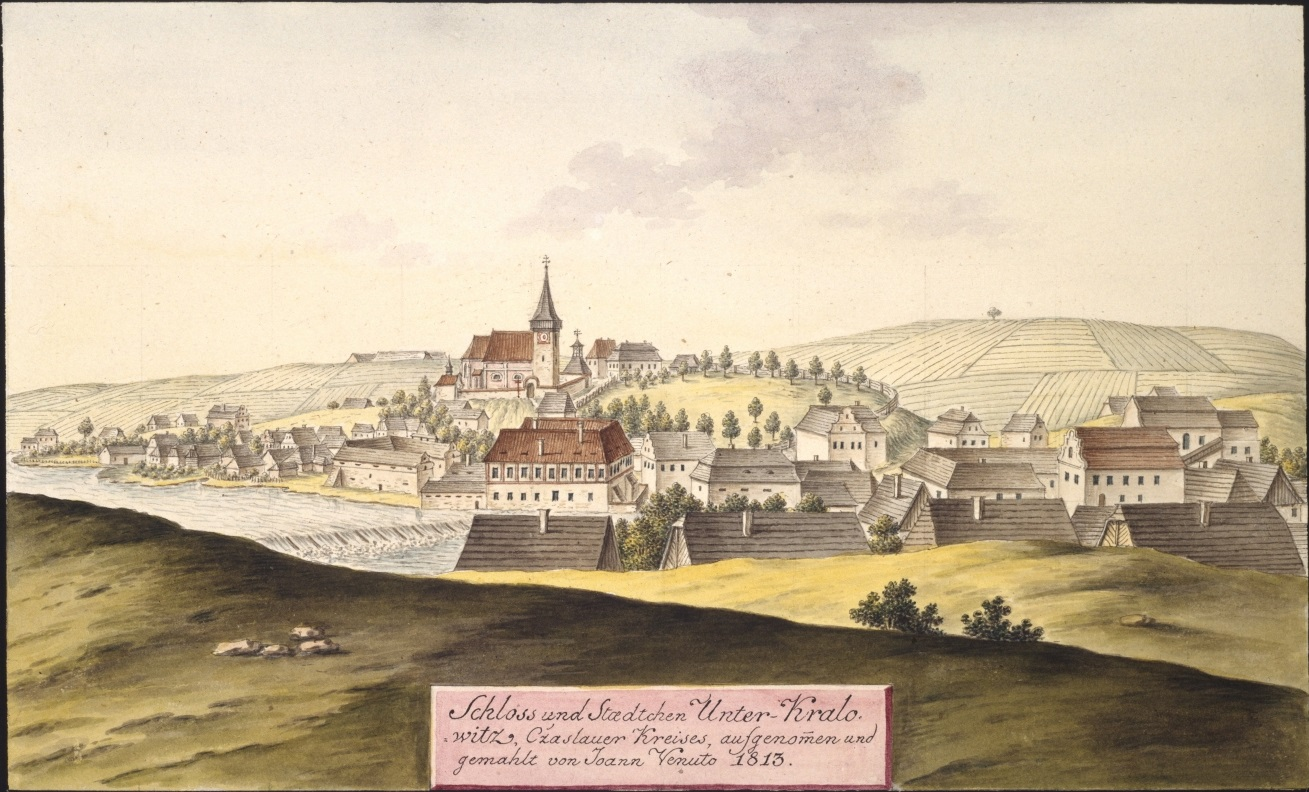
Unter-Kralowitz 1813

Weitere Besitzer waren die Voračický z Paběnic und seit dem Ende des 17. Jahrhunderts die Grafen Trautson zu Falkenstein.
1766 erwarb Karl Josef von Palm-Gundelfingen die Herrschaft. 1844 kaufte Wilhelm Vincenz Fürst von Auersperg Unterkralowitz. Nach dem Aussterben der Linie im männlichen Glied erbten die Grafen Trauttmansdorff 1942 das Schloss, welches sie bis 1945 besaßen.
Nach der Aufhebung der Patrimonialherrschaften wurde Unterkralowitz 1850 Sitz eines Gerichtsbezirkes im politischen Bezirk Ledetsch an der Sasau. Der Flecken war Mittelpunkt eines ländlich geprägten Raumes mit kleinen Bauerndörfern. 1902 wurde die Lokalbahn von Beneschau nach Wlaschim bis Unterkralowitz verlängert.
Die Synagoge wurde von 1951 bis 1969 von der Hussitischen Kirche als Tempel genutzt. 1960 erfolgte die Eingemeindung des Nachbarortes Horní Kralovice. Gravierende Folgen für den Ort hatte der 1963 beschlossene Bau einer Talsperre an der Želivka für die Trinkwasserversorgung der Hauptstadt Prag. Zum Ende der 1960er Jahre begann der Bau einer neuen Siedlung Dolní Kralovice am nördlichen Ortsrand von Vraždovy Lhotice. Im August 1974 erfolgte die Einstellung des Eisenbahn-Personenverkehrs zwischen Trhový Štěpánov und Dolní Kralovice. Zwischen 1974 und 1975 wurde das alte Dolní Kralovice zusammen mit Horní Kralovice, Příseka, Libčice sowie Zahrádka dem Erdboden gleichgemacht und danach durch den Stausee Švihov überflutet.

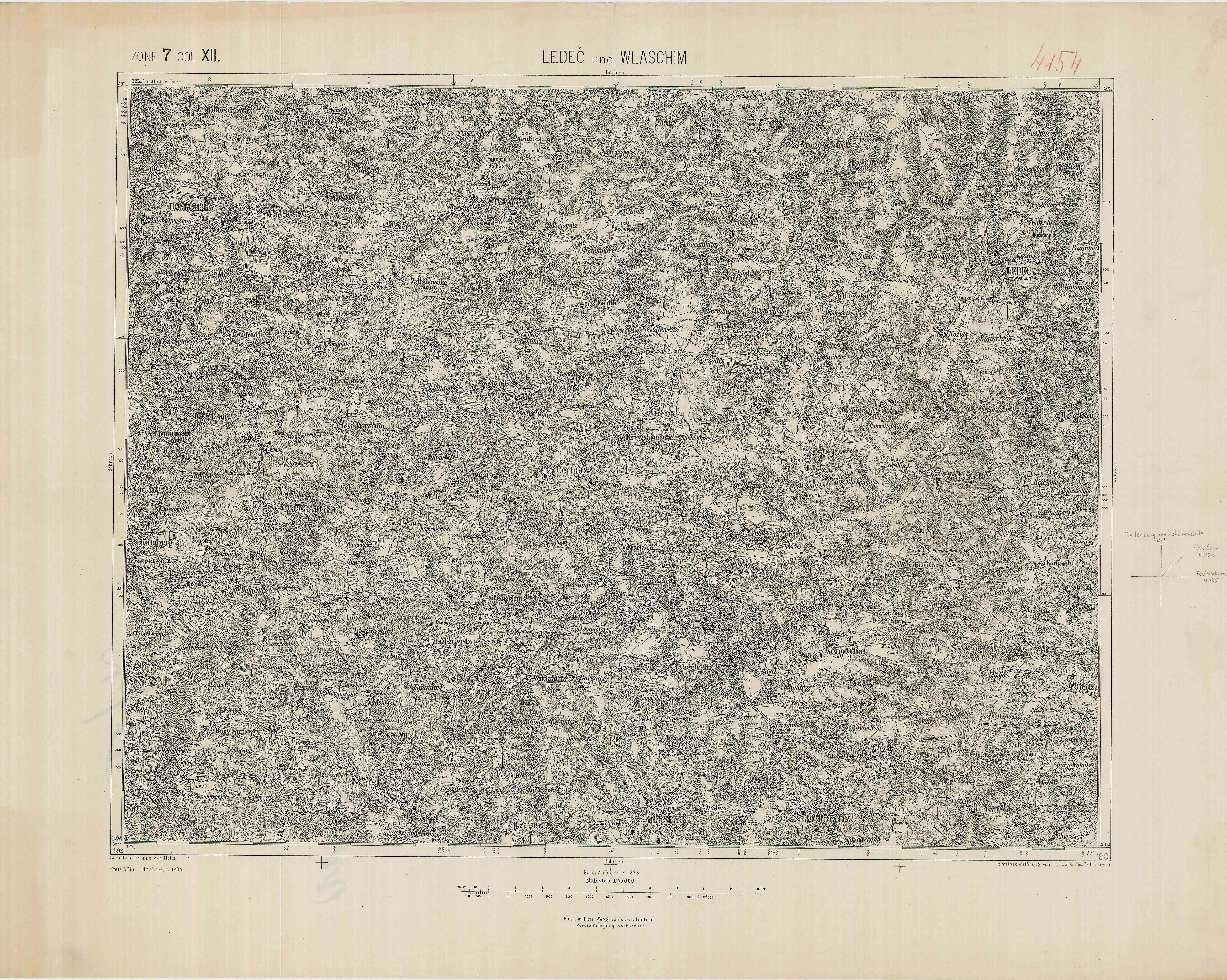
Unter Kralowitz im Tal der Želivka (Mitte rechts) und Umgebung ca. 1890 (Spezialkarte 1:75.000 der 3. Landesaufnahme)

## Kulturdenkmäler
Vor der Überflutung wurden die wertvollsten jüdischen Grabstelen nach Trhový Štěpánov verbracht. Die Statue der Jungfrau Maria wurde im neuen Ort aufgestellt.
Im Stausee versunken sind:
- Kirche Johannes des Täufers
- Schloss Dolní Kralovice
- Jüdischer Friedhof

## Gemeindegliederung
Die Gemeinde Dolní Kralovice besteht aus den Ortsteilen Dolní Kralovice (Unterkralowitz), Martinice u Dolních Kralovic (Neu Martinitz), Střítež (Stritesch), Vraždovy Lhotice (Lhotitz) und Zahrádčice (Sachratschitz). Zur Gemeinde gehören auch die Fluren des im Stausee untergegangenen Dorfes Libčice (Lipschitz).

## Söhne und Töchter der Gemeinde
- Josef Kysela (1833–1904), Tenor und Theaterregisseur
- Jaroslav Hlava (1853–1924), Pathologe und Buchautor

## Trivia
- Der Österreichische Schriftsteller Manfred Chobot veröffentlichte 2009 seinen Roman Die Reise nach Unterkralowitz.